# وشتایده
وشتایده (به آلمانی: Westheide) یک شهر در آلمان است که در Börde واقع شده‌است. وشتایده ۱٬۸۰۹ نفر جمعیت دارد.